# Peter Buxton
Pour les articles homonymes, voir Buxton.
Pas d'image ? Cliquez ici

a Compétitions nationales et continentales officielles uniquement.

Peter Buxton, est né le 21 août 1978 à Cheltenham (Angleterre). C’est un joueur de rugby à XV, qui joue avec le club de Gloucester RFC, évoluant au poste de troisième ligne aile.

## Carrière
Il avait fait forte impression avec Newport, et quitte le club gallois en 2002.
Il joue actuellement avec les Gloucester RFC en Coupe d'Europe et dans le Championnat d'Angleterre.
Il a disputé six matchs de la coupe d'Europe 2006-07.
- Newport RFC 2000-2002
- Gloucester RFC 2002-

## Palmarès
- Vainqueur du Challenge européen : 2006
- Vainqueur de la Coupe d'Angleterre : 2003